# Dysk magnetooptyczny

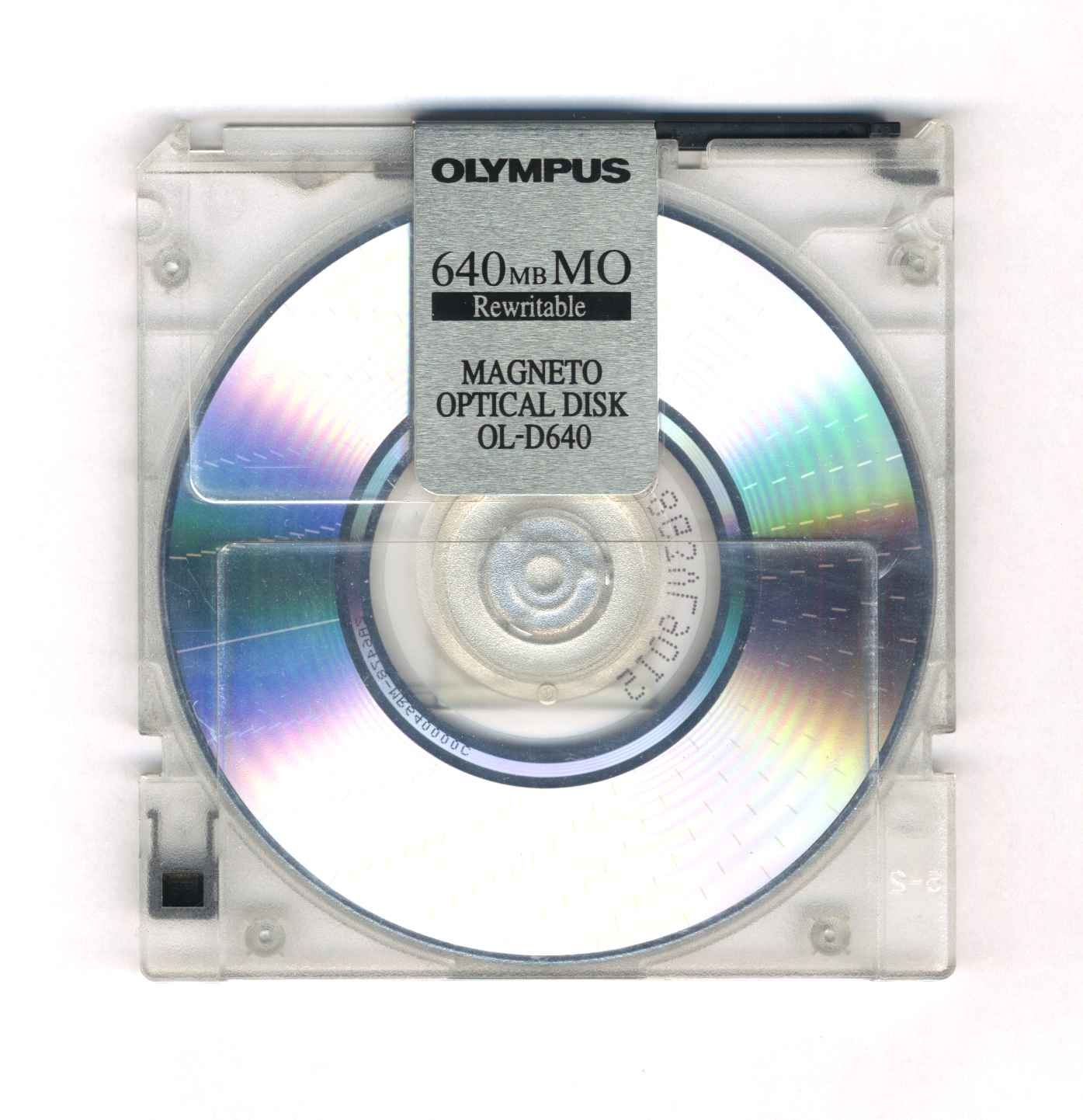

Dysk magnetooptyczny (ang. magneto-optical disc, skrót M.O.) – rodzaj dysku wymiennego w postaci krążka z tworzywa sztucznego pokrytego warstwą materiału magnetycznego, zabezpieczony ochronną powłoką z plastiku lub szkła i umieszczony w kasecie chroniącej nośnik przed uszkodzeniem mechanicznym. Wymiary dysków magnetooptycznych są typowymi wymiarami nośników (i napędów) stosowanych w urządzeniach komputerowych. Dyski magnetooptyczne 3,5 cala mają pojemności od 128 MB do 2,3 GB, dyski magnetooptyczne 5,25 cala maja pojemność od 650 MB do 9,1 GB. Wykonywane są w dwóch wersjach. Dyski magnetooptyczne „write-once” przeznaczone są wyłącznie do jednokrotnego zapisu danych na dysku, a raz zapisanych danych nie można skasować. Dyski „rewritable” są dyskami przeznaczonymi do wielokrotnego zapisu. Technologia zapisu magnetooptycznego to najbezpieczniejszy sposób przechowywania danych. Największą jego zaletą jest odporność na działanie sił pola elektromagnetycznego, a gwarancja dostępu do danych określana jest na kilkadziesiąt lat.

## Zasada działania
Głowica magnetooptyczna unosi się w znacznie większej odległości od powierzchni dysku niż głowica magnetyczna. Pole magnetyczne wytwarzane przez cewkę dysku magnetooptycznego jest za słabe i za rozległe, aby namagnesować jeden bit dysku w temperaturze pokojowej. Obszar bitu na dysku jest więc podgrzewany promieniem lasera, co czyni go podatnym na magnesowanie.
Przy odczytywaniu dysku magnetooptycznego wykorzystuje się właściwość światła laserowego nazywaną efektem Kerra. Gdy promień lasera odbija się od namagnesowanego miejsca, wówczas jego polaryzacja ulega skręceniu w kierunku zależnym od kierunku pola magnetycznego. To skręcenie jest rozpoznawane przez głowicę jako przeczytany bit.